# Torrejonia
Torrejonia — рід викопних плезіадоподібних, що належить до родини Palaechthonidae. Наразі відомо два види, T. wilsoni та T. sirokyi. Цей рід присутній у викопному літописі приблизно 62—58 млн років тому (пізній торрехонський—тіффанський період наземних ссавців Північної Америки). Види, що належать до цього роду, вважаються плезіадапіформними на основі адаптацій, що спостерігаються в морфології скелета, що відповідає деревній руховій поведінці. Після масового вимирання на межі крейди та палеогену було задокументовано велике розмаїття родин плезіадапіформ. Дослідження показали, що T. wilsoni є одним із найбільших палехтонідів (741 г) і вважається більш плодоїдним, ніж інші палехтоніди.